# Rue des Écoliers (Bruxelles)
Pour les articles homonymes, voir Rue des Écoliers.
La rue des Écoliers (en néerlandais: Scholierenstraat) est une rue bruxelloise de la commune d'Auderghem qui relie la rue Robert Willame à la rue de l'Application sur une longueur de 160 mètres.

## Historique et description
Dans l'Atlas des Communications Vicinales (1843), cette rue était bordée par un sentier ayant 1,65m de largeur décrit comme Weygaertsblokweg. Le sentier prenait son départ au Weygaertsweg (actuelle rue de la Vignette) pour finir à l'actuelle chaussée de Watermael. Jadis, elle reliait un groupe de trois maisons situées sur ce Weygaertweg à l'endroit où se trouvait le four à chaux (Kalkoven). Le sentier avait 290 m de long.
Le sentier fut amputé avec la construction de la ligne ferroviaire Bruxelles-Tervuren.
Elle reçut ses dimensions d'aujourd'hui après la construction du groupe scolaire d'Auderghem et avec l'aménagement de la rue de l'Application.
Le collège échevinal décida le 11 décembre 1910 de lui donner le nom de rue des Écoliers.
- Premier permis de bâtir délivré le 28 mars 1923 pour le n° 28.